# Sidi Mohammed Ben Rahal
Sidi Mohammed Ben Rahal (àrab سيدي محمد بن رحال) és una comuna rural de la província de Settat de la regió de Casablanca-Settat. Segons el cens de 2014 tenia una població total de 10.410 persones.